# Michael Todd (armwrestler)
Michael Todd (ur. 12 czerwca 1973) – amerykański armwrestler, kulturysta.

## Życiorys
W sporcie armwrestlerskim debiutował jako nastolatek, w 1990 roku, podczas Saline County Wrist Wrestling Championships w Benton (stan Arkansas). Dziś jest kilkukrotnym mistrzem USA w siłowaniu się na rękę. Dwukrotnie, w 2008 i 2009 r., zwyciężył w zawodach Arm Wars w kategorii wagowej ciężkiej. Jak podaje jego oficjalna strona internetowa, zdobył blisko dwadzieścia tytułów zwycięskich na szczeblu ogólnonarodowym. W latach 2008–2010 trzykrotnie uzyskał tytuł mistrza świata wagi ciężkiej International Arm Wrestling Super Series.
Na co dzień pracuje jako trener osobisty, rzadziej zajmuje się modelingiem, uczestnicząc w sesjach fotograficznych jako model fitness. Mieszka w stanie Arkansas.

## Warunki fizyczne
- wzrost: 190 cm
- waga: 116 kg
- biceps: 52 cm
- przedramię: 43 cm